# Lüsai

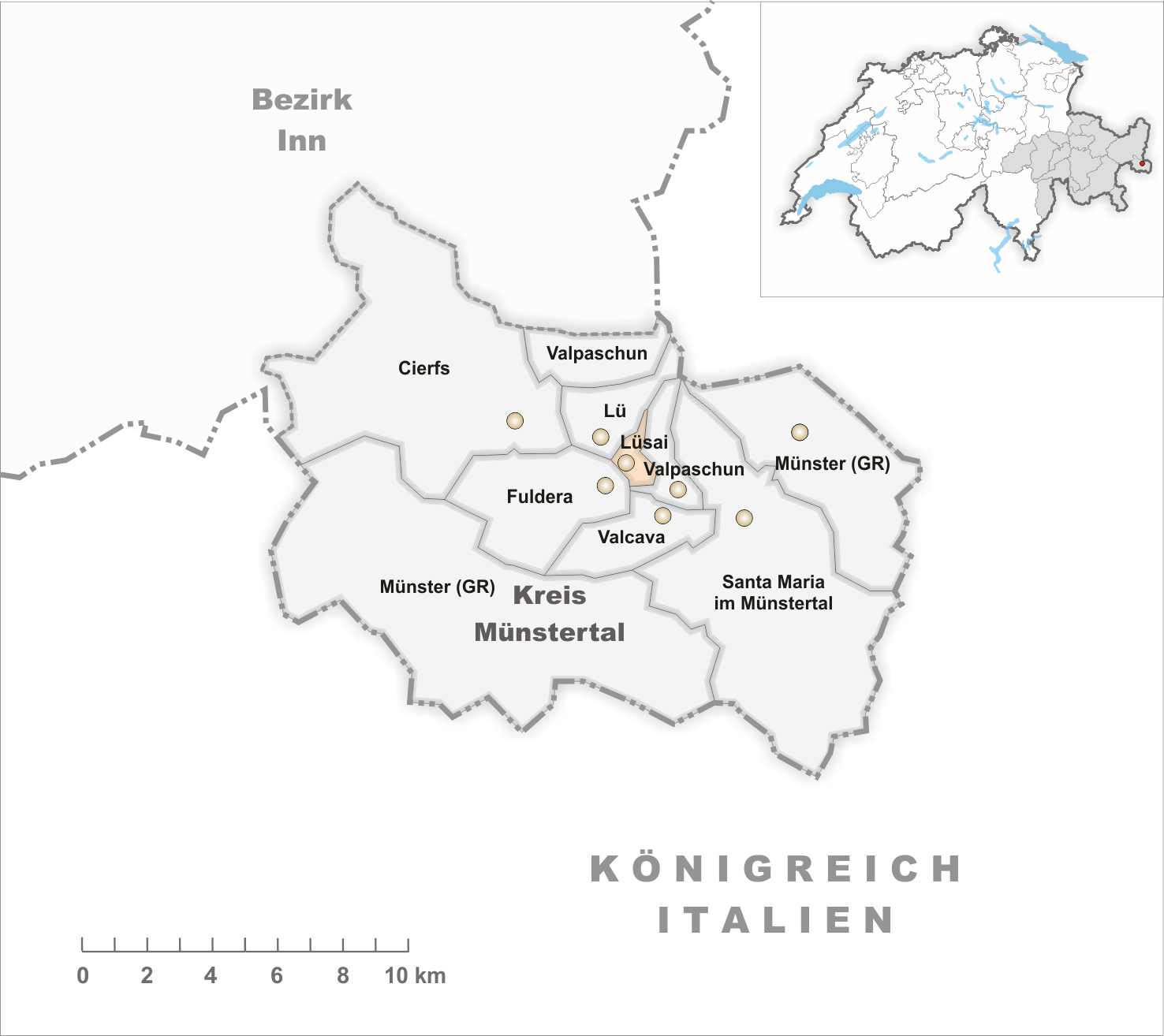
Gemeindestand vor der Fusion am 1. Januar 1878

Lüsai ist eine Ortschaft in der politische Gemeinde Val Müstair in der Region Engiadina Bassa/Val Müstair im schweizerischen Kanton Graubünden. 
Die Gemeinde fusionierte am 1. Januar 1878 mit der Gemeinde Lü.